# Arrondissement de Dinant
Arrondissement de Dinant är ett arrondissement i Belgien.   Det ligger i provinsen Namur och regionen Vallonien, i den sydöstra delen av landet, 80 kilometer sydost om huvudstaden Bryssel.
Trakten runt Arrondissement de Dinant består till största delen av jordbruksmark. Runt Arrondissement de Dinant är det ganska tätbefolkat, med 116 invånare per kvadratkilometer.

## Kommuner
Följande kommuner ingår i arrondissementet;

- Anhée
- Beauraing
- Bièvre
- Ciney
- Dinant
- Gedinne
- Hamois
- Hastière
- Havelange
- Houyet
- Onhaye
- Rochefort
- Somme-Leuze
- Vresse-sur-Semois
- Yvoir